# Kammblässhuhn
Das Kammblässhuhn oder Kammblesshuhn (Fulica cristata) ist eine Vogelart aus der Ordnung der Kranichvögel und der Familie der Rallenvögel.

## Merkmale
Das Kammblässhuhn sieht dem nahe verwandten Blässhuhn sehr ähnlich, es unterscheidet sich von diesem aber durch zwei rote Auswüchse auf der Stirn und die abgerundete (nicht zugespitzte) Federpartie (bzw. Zügelstreif) zwischen Schnabel und Blesse. Der Körper ist rundlich, der Hals ist kurz und dünn und der Kopf klein und eckig. Die langen kräftigen Beine tragen drei sehr große, mit Klauen und Schwimmlappen besetzte Zehen. Die Flügel sind breit, der Schwanz ist sehr kurz und keilförmig. Beim Schwimmen sinkt der Vorderkörper relativ tief ins Wasser ein. Der Schnabel ist kurz und am Ende zugespitzt. Das Kammblässhuhn trägt auf der Stirn eine Blesse, sein Schnabelfirst ist gerade. Über der Blesse befinden sich zwei große, rote Höcker, die im Prachtkleid angeschwollen, und dadurch auch besser als im Schlichtkleid zu sehen sind. Der Vorderkörper mit Kopf und Hals ist glänzend schwarz, der Hinterkörper hat eine etwas hellere Färbung. Die Armschwingen haben keinen weißen Hinterrand. Die Beine des Vogels sind gelbgrau bis gelbgrün gefärbt, die Zehen sind in der Regel blaugrau. Er besitzt rote Augen, sein Schnabel ist weiß mit einer blaugrauen Tönung. Im Jugendkleid ist das Kammblässhuhn dunkelbraun mit heller Kehle und hellem Vorderhals. Die Beine sind orangerot, der Schnabel ist gelborange, die Augen sind schwarz und die Blesse kaum oder gar nicht ausgeprägt. Mit zunehmendem Alter färbt sich das Federkleid schiefergrau und die Kehle hellgrau. Der Schnabel schimmert dann nur noch rötlich.

## Lebensweise
Das Kammblässhuhn ist ein Allesfresser, es pickt Samen und Pflanzenteile von der Wasseroberfläche oder taucht nach Muscheln, Schnecken und anderen Wirbellosen Im Frühjahr kommt es unter den Männchen häufig zu Revierkämpfen. Das Nest ist in der Regel ein Schwimmnest, selten schwimmt es frei oder befindet sich auch auf dem Boden. Es ist ein ordentlich aus Wasserpflanzen zusammengesetzter, kegelförmiger Haufen mit einer tiefen Mulde. Das Weibchen legt 5 bis 10 Eier, die von beiden Geschlechtern bebrütet werden. Die Jungen verlassen das Nest ein paar Tage nach dem Schlüpfen, werden aber noch 4 bis 5 Wochen lang von ihren Eltern gefüttert. Das Kammblässhuhn ruft zweisilbig und nasal wäa oder dumpf kwou.

## Lebensraum und Verbreitung
Das Kammblässhuhn lebt an stark bewachsenen, stehenden Gewässern. Es kommt in Afrika südlich der Sahara und auf Madagaskar vor, wo es die Rolle des Blässhuhns übernimmt. In Nordafrika, Südportugal und Südspanien lebt es im gleichen Lebensraum wie dieses.

## Bilder

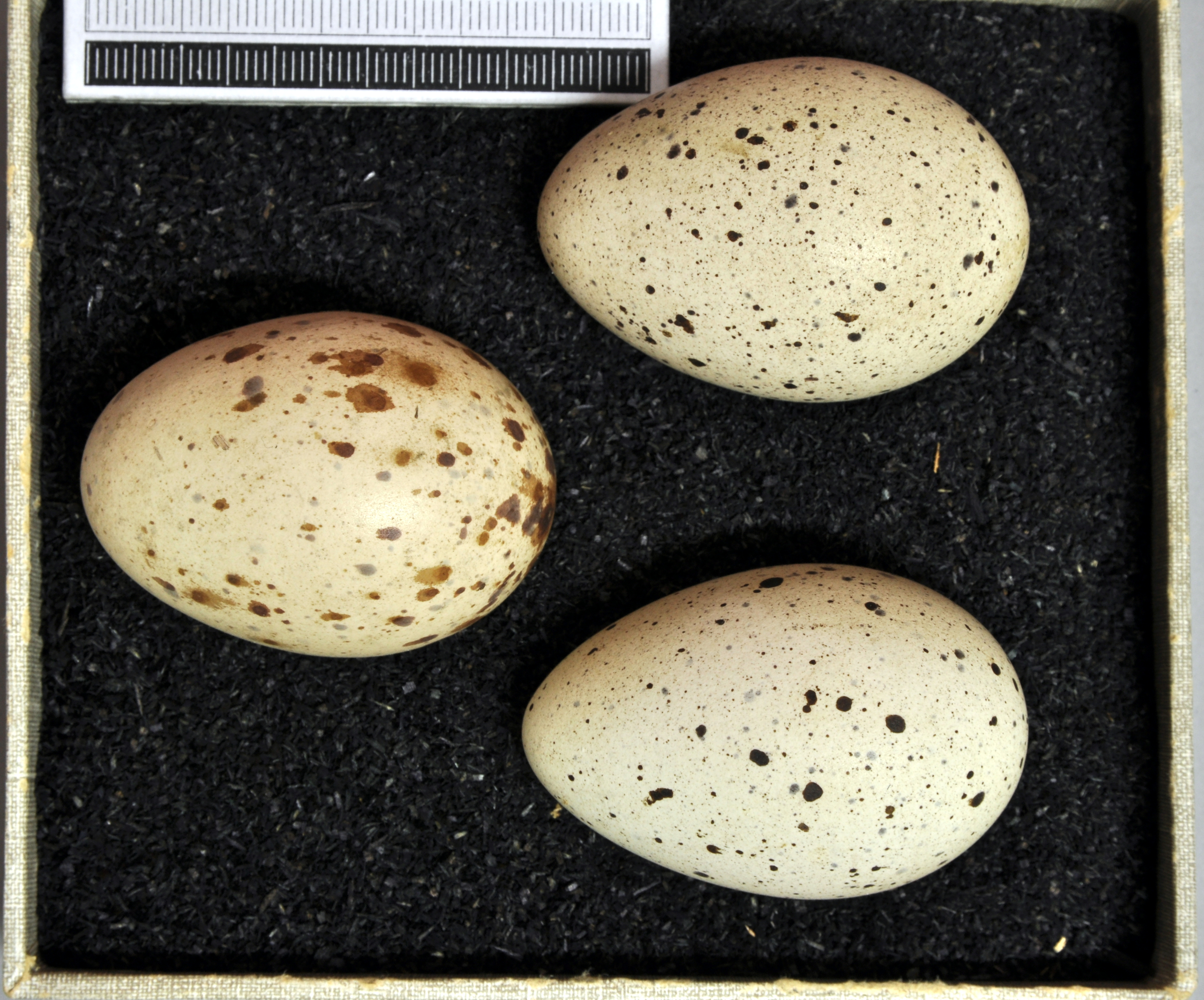
Gelege, Sammlung Museum Wiesbaden
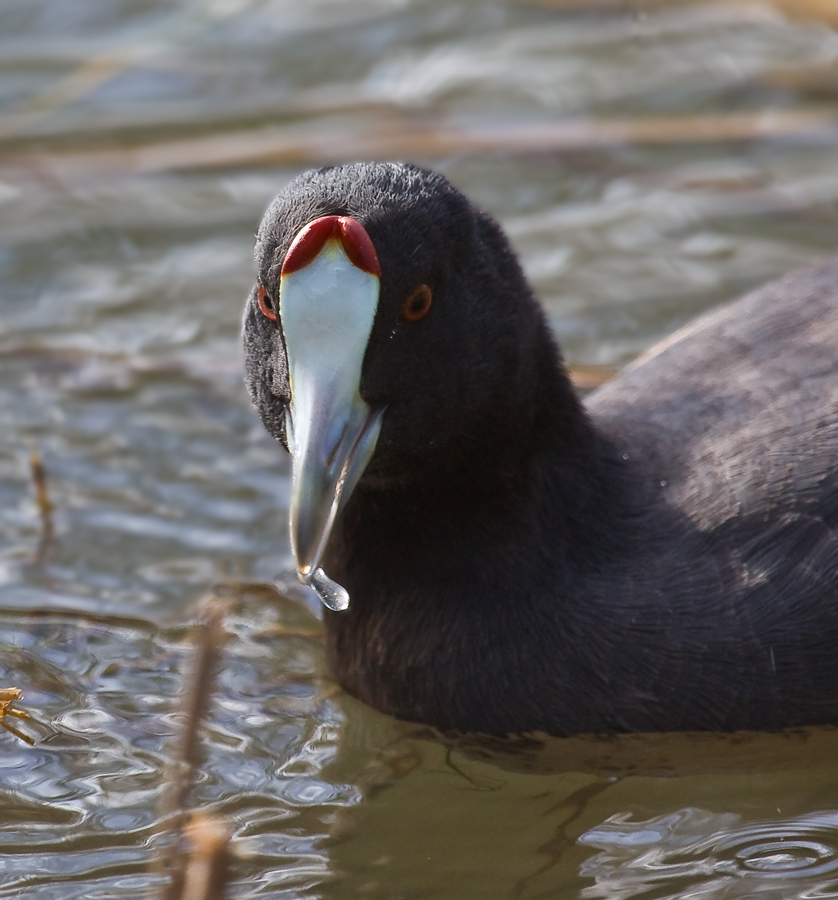
Detailaufnahme des Kammes
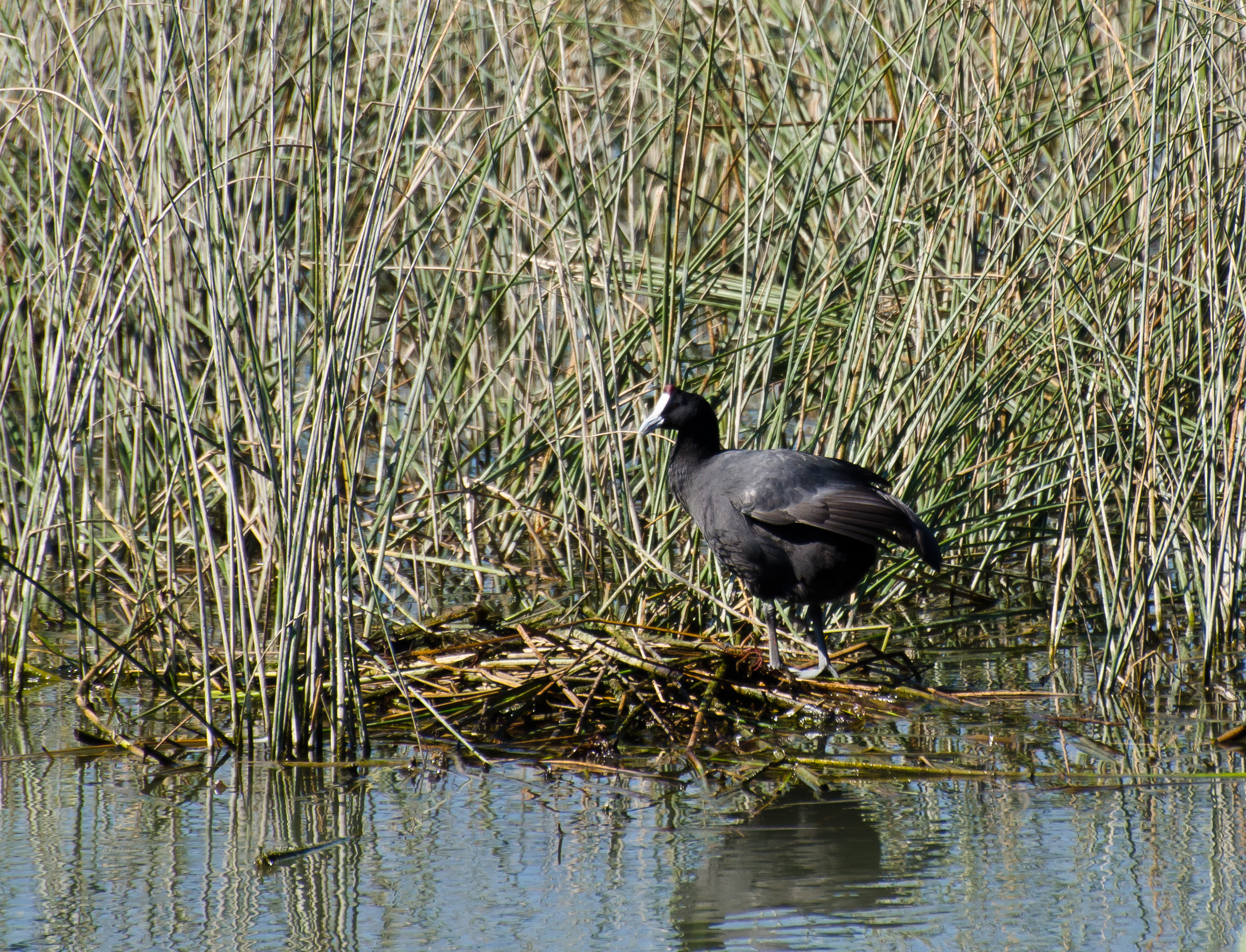
Nest